# ブゼネツ - モラフスキー・ピーセク線
ブゼネツ～モラフスキー・ピーセク線（チェコ語: Železniční trať Bzenec – Moravský Písek）は、チェコ国鉄の鉄道線の名称である。路線番号は342。
1884年、オーストリア国鉄によって開業した。

## 運行形態
線内のみの各駅停車が中心で、1時間に1～2本の運行。一部は、モラフスキー・ピーセクで330号線のブルジェツラフ方面・プルジェロフ方面普通に接続する。また、340号線のヴェセリー・ナド・モラヴォウまで直通する便が、一日あたり1往復運行される。

## 駅一覧
以下では、チェコ国鉄342号線の駅と営業キロ、停車列車、接続路線などを一覧表で示す。なお、全て各駅停車である。
| 路線名 | 駅名                       | 駅間営業キロ | 累計営業キロ    | 累計営業キロ     | 接続路線 | 所在地         | 所在地       |
| ------ | -------------------------- | ------------ | --------------- | ---------------- | -------- | -------------- | ------------ |
| 342    | ブゼネツ駅                 | -            | ブルノから 77.7 | ブゼネツから 0.0 | 340号線  | 南モラヴィア州 | ホドニーン郡 |
| 342    | ブゼネツ・オルショヴェツ駅 | 2.4          | 80.1            | 2.4              |          | 南モラヴィア州 | ホドニーン郡 |
| 342    | モラフスキー・ピーセク駅   | 1.7          | 81.8            | 4.1              | 330号線  | 南モラヴィア州 | ホドニーン郡 |

1. ↑  Jízdní řád